# Múscul llarguíssim
El múscul llarguíssim (musculus longissimus) o múscul dorsal llarg, és la divisió mitjana del múscul sacrospinal. Està situat al costat dels músculs semiespinosos. És la subdivisió més llarga del sacroespinal, i s'estén cap endavant en les apòfisis transverses de les vèrtebres cervicals posteriors.
El múscul dorsal llarg presenta tres subdivisions:
- Múscul llarguíssim del cap (musculus longissimus capitis), múscul complex menor o múscul dorsal llarg del cap.[1]
- Múscul llarguíssim del coll, múscul llarguíssim cervical (musculus longissimus cervicis), múscul cervical transvers o múscul dorsal llarg del coll.[1]
- Múscul llarguíssim toràcic.[nota 2]

## Múscul llarguíssim del cap
El múscul llarguíssim del cap (musculus longissimus capitis), es troba en una posició medial al múscul llarguíssim cervical, entre aquest i el múscul semiespinós del cap. Té l'origen en els tendons de les apòfisis transverses de la part superior de les quatre o cinc vèrtebres dorsals superiors (D1-D5), i les apòfisis articulars de les tres o quatre vèrtebres cervicals inferiors (C4-C7). S'insereix en la vora posterior de l'apòfisi mastoide, sota del múscul espleni del cap i l'esternoclidomastoidal. Gairebé sempre, prop de la seva inserció, està travessat per una intersecció tendinosa. Està innervat per les branques dorsals del nervis cervicals inferiors, nervis dorsals i lumbars. És extensor del cap.

## Múscul llarguíssim del coll
El múscul llarguíssim del coll o múscul llarguíssim cervical (musculus longissimus cervicis), està situat per dins del múscul llarguíssim toràcic. Té insercions a les apòfisis transverses de les quatre o cinc vèrtebres dorsals superiors, i també en els tubercles posteriors de les vèrtebres cervicals C2-C6. Participa de l'extensió de la columna vertebral i la seva flexió lateral; actua en col·laboració amb el múscul llarguíssim toràcic.

## Múscul llarguíssim toràcic
El múscul llarguíssim toràcic (musculus longissimus thoracis) està al mig, i és el més llarg dels tres músculs sacrospinals. A la regió lumbar es confon amb el múscul iliocostal lumbar; té fibres que s'insereixen en les vèrtebres lumbars i en la capa anterior del fàscia lumbodorsal. En la regió toràcica, s'insereix en totes les vèrtebres dorsals tot, i en les nou o deu costelles inferiors. Participa de l'extensió de la columna vertebral i la seva flexió lateral; actua en col·laboració amb el múscul cervical transvers.